# Цървена вода (община Студеничани)
 Тази статия е за селото в Торбешията.  За охридското село вижте Цървена вода (община Дебърца).  
Цървена вода (на македонска литературна норма: Црвена Вода; на албански: Cërvena Voda) е село в община Студеничани на Северна Македония.

## География
Селото се намира в областта Торбешия.

## История
В XIX век Цървена вода е албанско село в Скопска каза на Османската империя. Според статистиката на Васил Кънчов от 1900 година Царвена вода е населявано от 170 арнаути мохамедани.
След Междусъюзническата война в 1913 година селото попада в Сърбия.
На етническата си карта от 1927 година Леонард Шулце Йена показва Цървена вода (Crvenavoda) като албанско село.
На етническата си карта на Северозападна Македония в 1929 година Афанасий Селишчев отбелязва Цървена вода като албанско село.
В 1961 година населението на селото е 247 души, в 1994 – 47 албанци, а според преброяването от 2002 година Цървена вода има 46 жители албанци.